# Freistein bei Attiswil

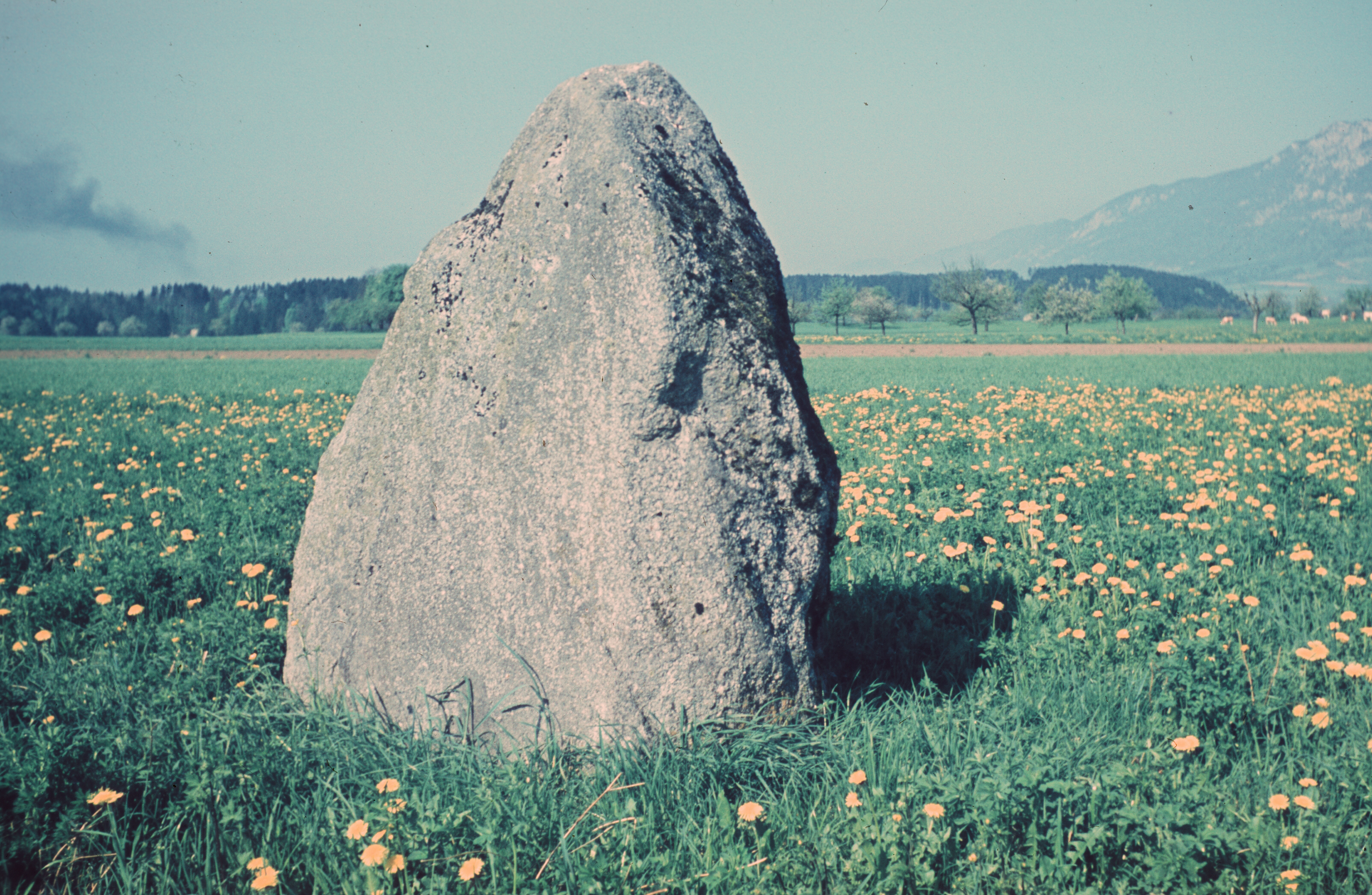
Freistein

Der mannshohe Freistein bei Attiswil (auch Freienstein) ist ein Menhir. Er steht südlich der Kirche von Attiswil bei Solothurn im Kanton Bern in der Schweiz. 

## Geschichte
Der Stein ist ein seltenes Exemplar, das in früh- und rechtsgeschichtlicher Hinsicht in der Schweiz seinesgleichen sucht. Bei Grabungen 1855 wurde festgestellt, dass der Stein eine Gesamtlänge von 3,6 m hat.
Grabungen im Jahre 1963 brachten steinzeitliche Feuersteinfragmente und römische Keramik zu Tage. Die gemachten Funde werden als Weihgaben gedeutet. Die Erhaltung des Menhirs ist vermutlich dem Umstand zu verdanken, dass der frühzeitliche Kultstein im Mittelalter zu einer Freistätte (Rechtsstein und Zufluchtsort) geworden war. In Zeiten, als jeder bei Streitigkeiten weitgehend als Richter wirkte, bildeten Freistätte Asylplätze, wo der Täter für eine gewisse Frist unantastbar war. Sie bildeten eine Sicherung vor Blutrache und ermöglichten Schlichtungen. Aus einer alten Kultstätte wäre demnach eine Freistätte geworden, was damit übereinstimmt, dass sich derartige Asyle vielerorts bei Kirchen und Klöster befanden, welche ihrerseits nicht selten auf heidnischen Kultplätzen errichtet wurden. Leider fehlen urkundliche Belege für diese Freistätte.
Eine Sage berichtet, dass ein Vogt vom Schloss Bipp, der einen Flüchtigen beim Freistein niederstach, innerhalb eines Jahres nach schwerem Siechtum verstarb. Seither kommt er in manchen Frühlingsnächten zurück an den Ort seiner Tat. Der Freistein bei Attiswil steht heute unter staatlichem Schutz. Der Begriff Freistein ist auch aus anderen Gegenden bekannt: z. B. Podhradí nad Dyjí (dt. Freistein) in Mähren.
In der Nähe befindet sich der Dolmen von Oberbipp.